# 基姆薩昆圖里里山
19°35′S 65°40′W / 19.583°S 65.667°W
基姆薩昆圖里里山（Kimsa Kunturiri），是玻利維亞的山峰，位於該國南部波托西省，屬於安第斯山脈的一部分，由三座山峰組成，海拔高度分別為5,020、4,980和4,960米。